# Шалев-Герц, Эстер
Эстер Шалев-Герц (англ. Esther Shalev-Gerz, урождённая Гилинская; род. 1948) — израильская художница советского происхождения; жена немецкого художника Йохена Герца, вместе с которым создала «Монумент против фашизма, войны и насилия, за мир и права человека» в гамбургском квартале Харбург.

## Биография
Родилась в 1948 году в Вильнюсе Литовской ССР, в еврейской семье. В 1957 году вместе с семьёй эмигрировала в Израиль (Иерусалим).
С 1975 по 1979 годы изучала живопись в Академии художеств Бецалель, где получила степень бакалавра изобразительных искусств. В 1980—1981 годах Эстер жила в Нью-Йорке. С 1981 года она вновь в Израиле, где принимала участие в коллективных художественных выставках, в частности в Иерусалимском Израильском музее и Тель-Авивском музее изобразительных искусств.
В 1983 году Эстер выполнила свою первую монументальную работу Oil on Stone, находящуюся в израильском городе Тель-Хай. В 1984 году художница переехала в Париж и начала работать в Европе и Канаде. В 1990 году, став президентом Германской службы академических обменов, переехала на один год в Берлин.
В 2002 году участвовала в международной программе IASPIS (англ. International Artists Studio Program) в Стокгольме, Швеция. С 2003 по 2014 годы преподавала искусство в академии  Valand Academy шведского Гётеборгского университета.
Постоянное место жительство Эстер Шалев-Герц — в Париже, работает в Европе и США.

## Труды
Работы художницы находятся во многих музеях Европы: Skissernas Museum Lund (Швеция), Sprengel Museum Hannover и Buchenwald Memorial (Германия), Environment Trust Glasgow (Шотландия), UNO Park Geneva (Швейцария), Мануфактура Гобеленов (Франция).
Кроме выше указанных Oil on Stone, Тель-Хай (Израиль, 1983) и Monument Against fascism, Гамбург (Германия, 1986), Эстер Шалев-Герц созданы монументальные объекты:
- The Dispersal of Seeds и The Collection of Ashes (Женева, Швейцария, 1995) и (Marl, Германия, 1996).
- First Generation (Швеция, 2004).
- A Thread (Castlemilk, Глазго, Шотландия, 2003—2006).
- Les Inséparables (Wanas, Швеция).